# Oxygonum delagoense
Oxygonum delagoense är en slideväxtart som beskrevs av Carl Ernst Otto Kuntze. Oxygonum delagoense ingår i släktet Oxygonum och familjen slideväxter. Inga underarter finns listade i Catalogue of Life.